# Jan Redelfs
Jan Redelfs (* 20. August 1935; † 10. November 1995) war ein deutscher Fußballschiedsrichter.
Jan Redelfs leitete zwischen 1966 und 1983 insgesamt 151 Spiele der Ersten Fußball-Bundesliga. Der Schiedsrichter aus Hannover leitete auch einige internationale Begegnungen.
Im Anschluss an seine aktive Laufbahn war er im Lehrstab der FIFA tätig.